# Метт Дойл (тенісист)
Метт Дойл (англ. Matt Doyle; 13 січня 1958 — 8 лютого 2025) — колишній американський тенісист.
Найвищу одиночну позицію світового рейтингу — 65 місце досяг 15 березня 1982, парну — 117 місце — 3 січня 1983 року.
Здобув 1 одиночний титул.
Найвищим досягненням на турнірах Великого шолома було 4 коло в одиночному розряді.

## Фінали Гран-прі за кар'єру

### Одиночний розряд: 1 (1–0)
| Результат | W-L | Дата     | Турнір                   | Покриття | Суперник           | Рахунок       |
| --------- | --- | -------- | ------------------------ | -------- | ------------------ | ------------- |
| Перемога  | 1–0 | Жов 1983 | Кельн, Західна Німеччина | Килим    | Ганс-Дітер Бойтель | 1–6, 6–1, 6–2 |